# Kässbohrer

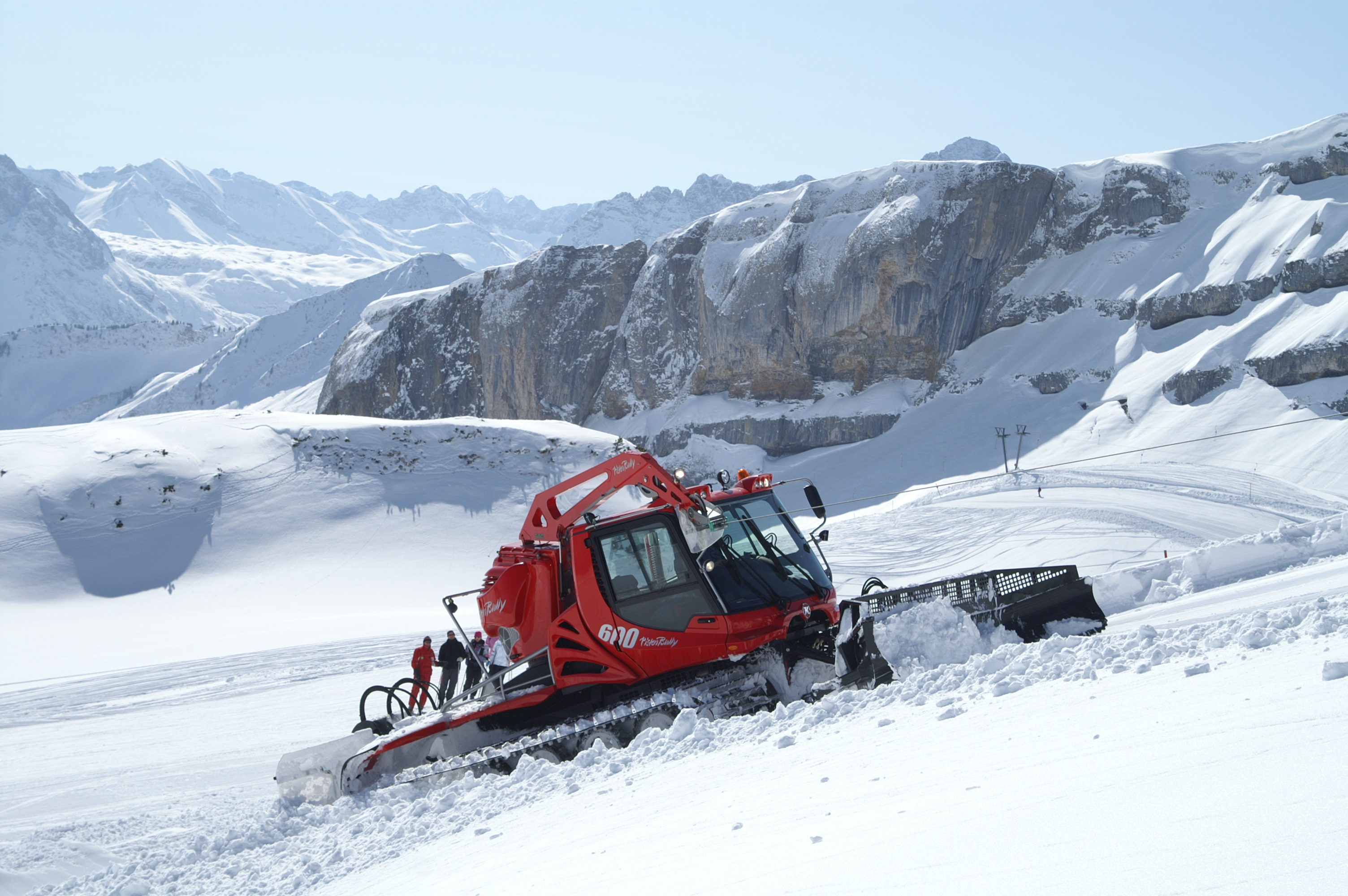
Dameuse PistenBully 600

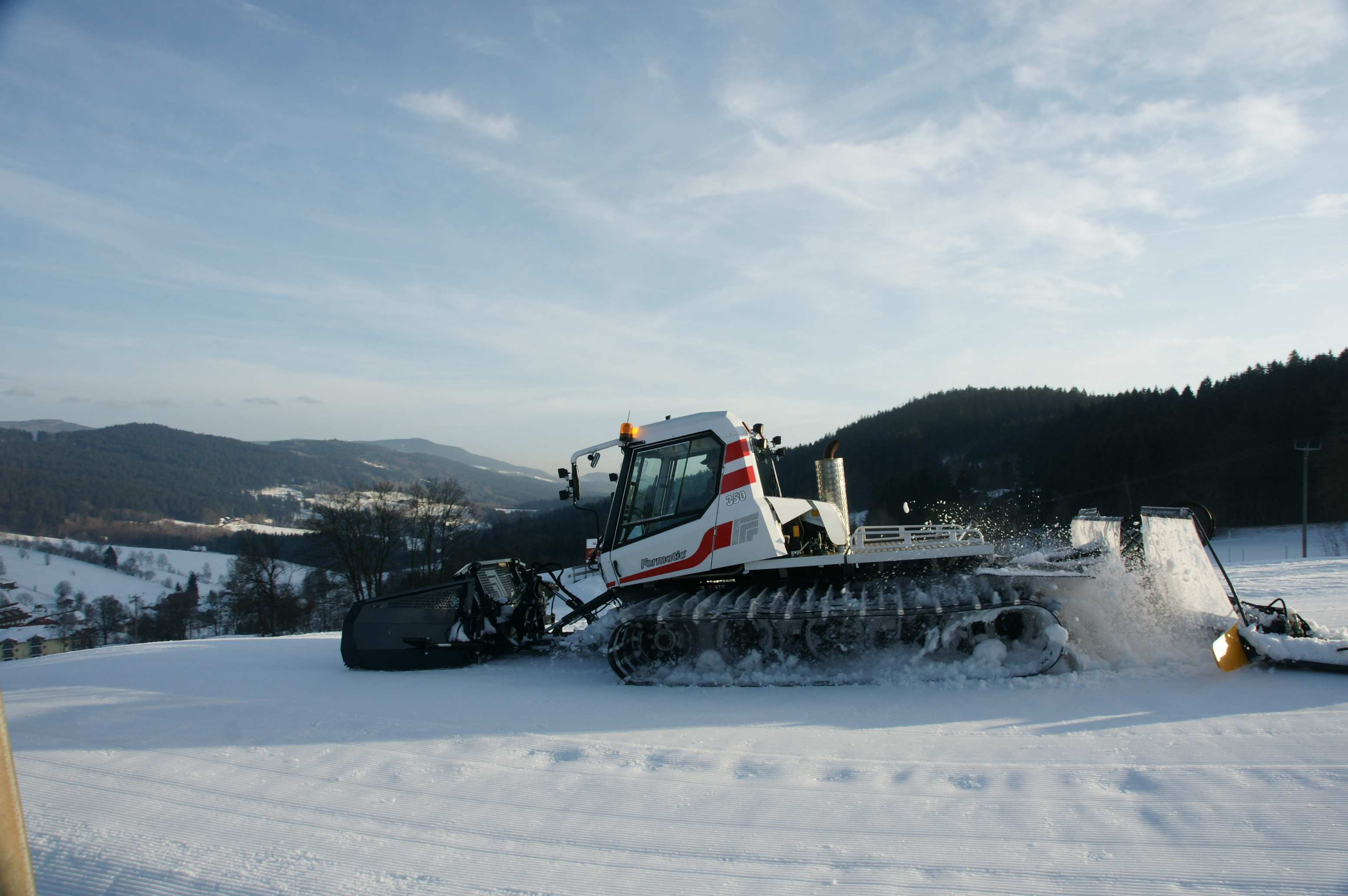
Dameuse Formatic 350

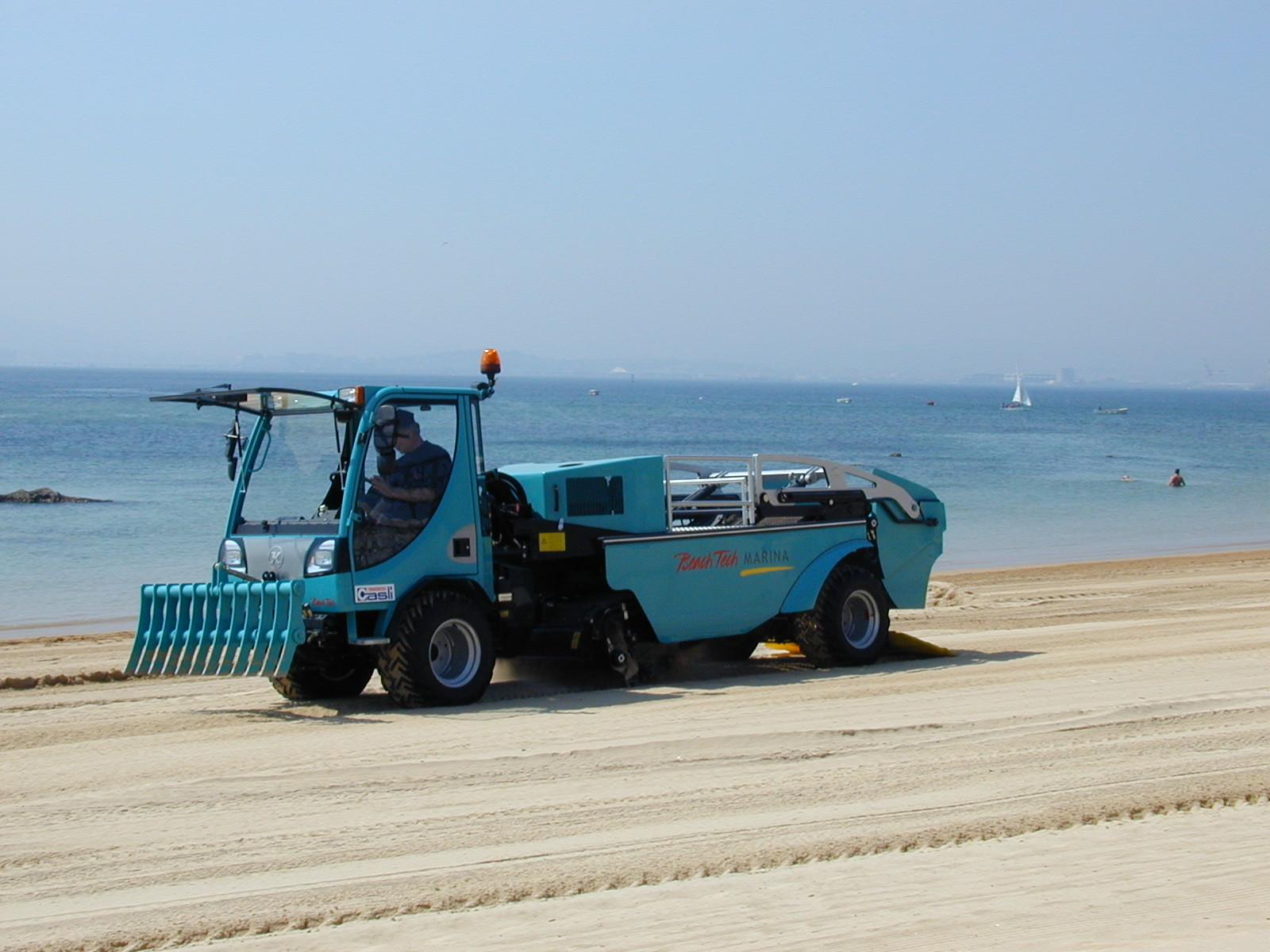
Nettoyeur de plages BeachTech

Kässbohrer Geländefahrzeug AG est une société allemande qui développe et fabrique des engins de damage spécialement adaptés aux pistes de ski alpin et nordique ainsi qu’à l’aménagement des snowparks sous la marque PistenBully. Son siège social est à Laupheim (Allemagne).

## Historique
Le premier PistenBully a été livré en 1969 par Karl Kässbohrer Fahrzeugwerke Ulm, fabricant allemand d'autocars et de remorques pour camions. 
En 1972, les onzièmes Jeux Olympiques d’hiver à Sapporo marquent la percée de l’entreprise sur le marché mondial. 
En 1984, sort le PistenBully 200 DW, premier engin conçu pour le damage des pistes pentues.
En 1991, début de la production des BeachTech 3000, engins de nettoyage des plages. 
En 1994, le secteur des engins tout terrain de l’ancienne société Karl Kässbohrer Fahrzeugwerke GmbH est transformé en une entreprise indépendante : Kässbohrer Geländefahrzeug AG qui fera son entrée à la Bourse de Francfort en 1998.
En 2001, l'entreprise poursuit sa diversification vers des machines "Allseason" destinées à une utilisation agricole et "hors neige"
En 2008, Kässbohrer intègre la marque finlandaise Formatic
En 2009, l'entreprise présente sur le marché les PistenBully 300 GreenTech destinés aux entreprises agricoles (ensilage dans les installations de biogaz, utilisation dans les tourbières,  fauchage et débroussaillage dans les espaces naturels sensibles, ...)

## Filiale française
Kässbohrer E.S.E. est la filiale française du constructeur allemand. Son siège se situe à Tours-en-Savoie, près d'Albertville et emploie plus de 45 personnes. 
La société est certifiée ISO 9001:1994 depuis 2000 et ISO 14001 depuis 2007.

## Marché
Le marché mondial des engins de damage est estimé à 1 000 machines par an et le marché français à 120 à 130 machines par an.